# United States of Mind
United States of Mind è il quarto album in studio del gruppo musicale futurepop svedese Covenant, pubblicato nel 2000.

## Tracce
1. Like Tears in Rain – 5:51
2. No Man's Land – 5:06
3. Afterhours – 5:02
4. Helicopter – 5:44
5. Tour de Force – 4:46
6. Unforgiven – 4:43
7. Humility – 4:35
8. Dead Stars – 4:50
9. One World One Sky – 5:01
10. Still Life – 6:49
11. You Can Make Your Own Music – 4:33